# Paróquia Imaculado Coração de Maria (Goiânia)

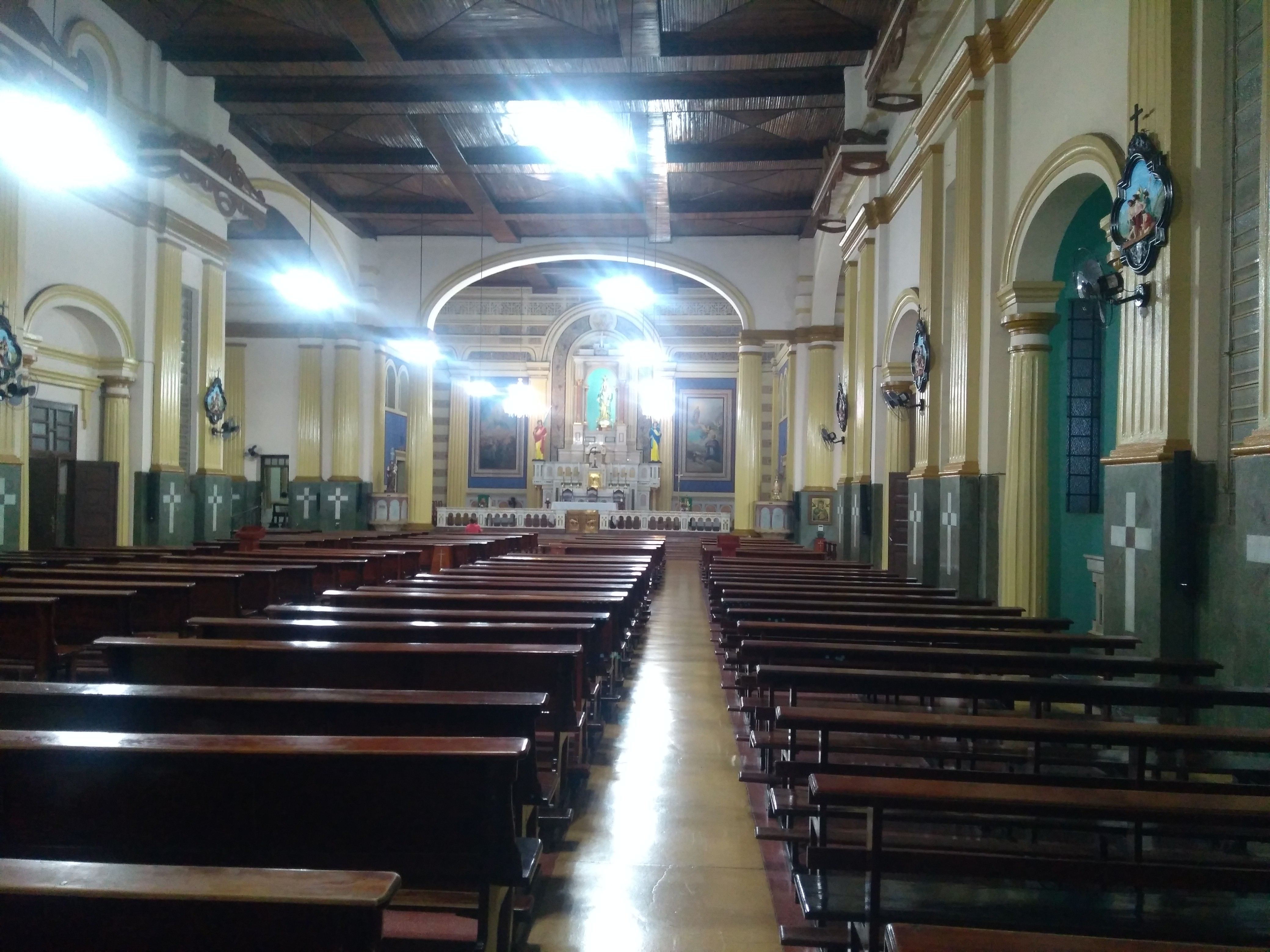
Interior da Igreja

A Paróquia Imaculado Coração de Maria é uma circunscrição eclesiástica católica brasileira sediada no município de Goiânia, na capital do estado de Goiás. Faz parte da Arquidiocese de Goiânia. Foi criada no dia 15 de abril de 1951.
A Paróquia possui a igreja Imaculado Coração de Maria que foi tombado como patrimônio público do estado de Goiás (Despacho nº1.096/1982 - Processo CCE 302/81)